# ACV兩棲戰鬥車
ACV兩棲戰鬥車（Amphibious Combat Vehicle，兩棲作戰車）是由美國海軍陸戰隊司令部發起的一項計劃，旨在為美國海軍陸戰隊採購兩棲攻擊車，以補充並最終取代老化的AAV-7A1裝甲車。 該計劃取代了2011 年取消的遠征戰鬥載具(EFV) 計劃。該計劃最初是開發一種高水速車輛的計劃，現已擴展為多階段採購和開發多種類型的兩棲車輛，以實現兩棲作戰。滿足近期和長期的需求。
最終項目的競爭於2018 年結束，誕生了一款基於貝宜系統和威凱生產的意大利SuperAV裝甲車八輪驅動裝甲戰車，從2020年開始生產36輛，從2021 年開始每年生產80 輛，為期五年。     

## 設計要求

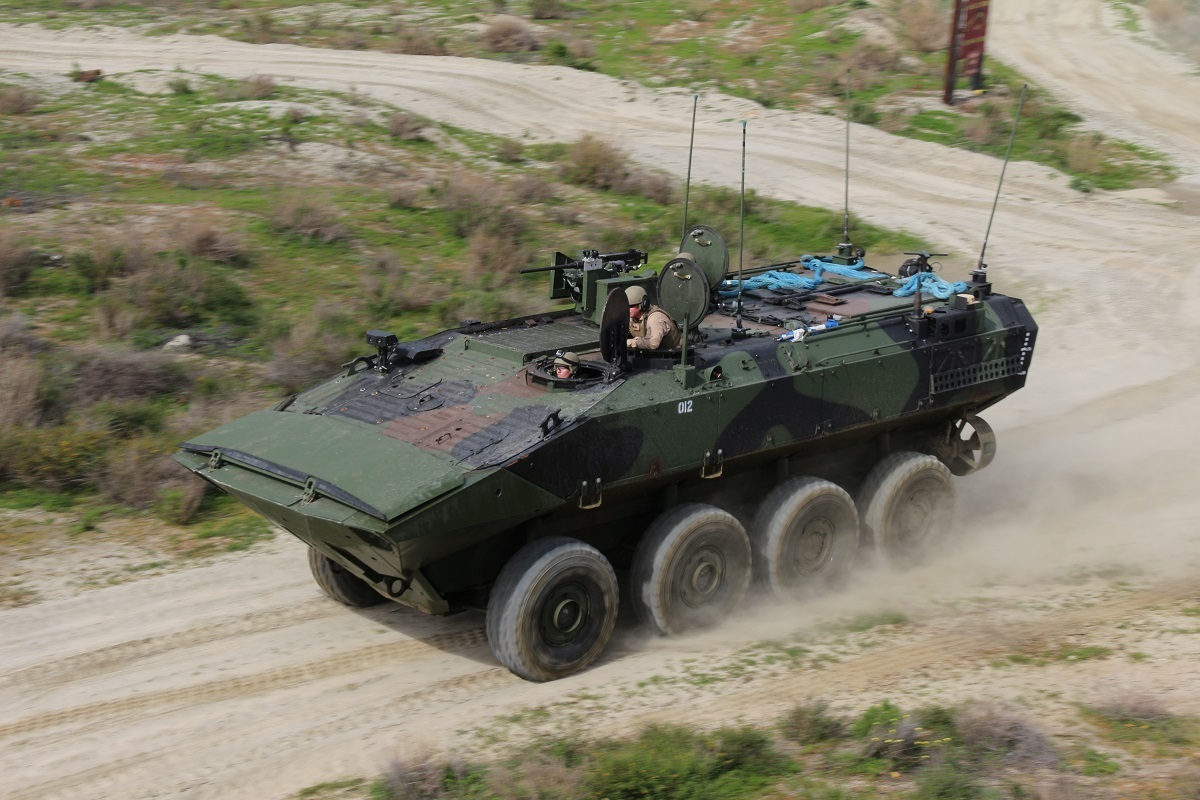
兩棲戰車新裝備訓練小組的海軍陸戰隊員在車輛上完成了操作員課程。

### 原始要求
ACV需擁有能夠應對全方位直接火力、間接火力和地雷威脅的對策。 還將使用可見光和熱信號減少技術。可根據需要應用模塊化保護。 
該車輛必須能夠從水上行動過渡到地面行動而無需戰術暫停。 它必須能夠與M1艾布蘭主力戰車在機械化特遣部隊中進行機動。 它必須有能力摧毀與自己相似的戰車。 武器必須有足夠的射程才能在遠距離攻擊目標。 武器將從穩定係統進行精確射擊。 它必須在攻擊中為徒步步兵提供直接火力支援。 海軍陸戰隊將水上速度視為首要要求，即使以部隊運載能力為代價。 
ACV 必須能夠從距離海岸至少12英里的兩棲攻擊艦上自行部署，船上載有17名海軍陸戰隊隊員。它必須能夠以8節或更快的速度穿過波浪高達 3 英尺的海洋。 該車輛計劃於2020年至2022年間投入使用，計劃採購 573 輛。 

### 修改后的要求
考慮到預算環境和所涉及的技術挑戰，ACV 計劃分為兩個單獨的階段。 第一階段是立即升級現有設備類型，同時測試和嘗試新概念。 第二階段是使用新技術和操作改進車輛的經驗教訓來開發並部署單一的終極車輛，以取代第一階段的設備。

#### 阶段1

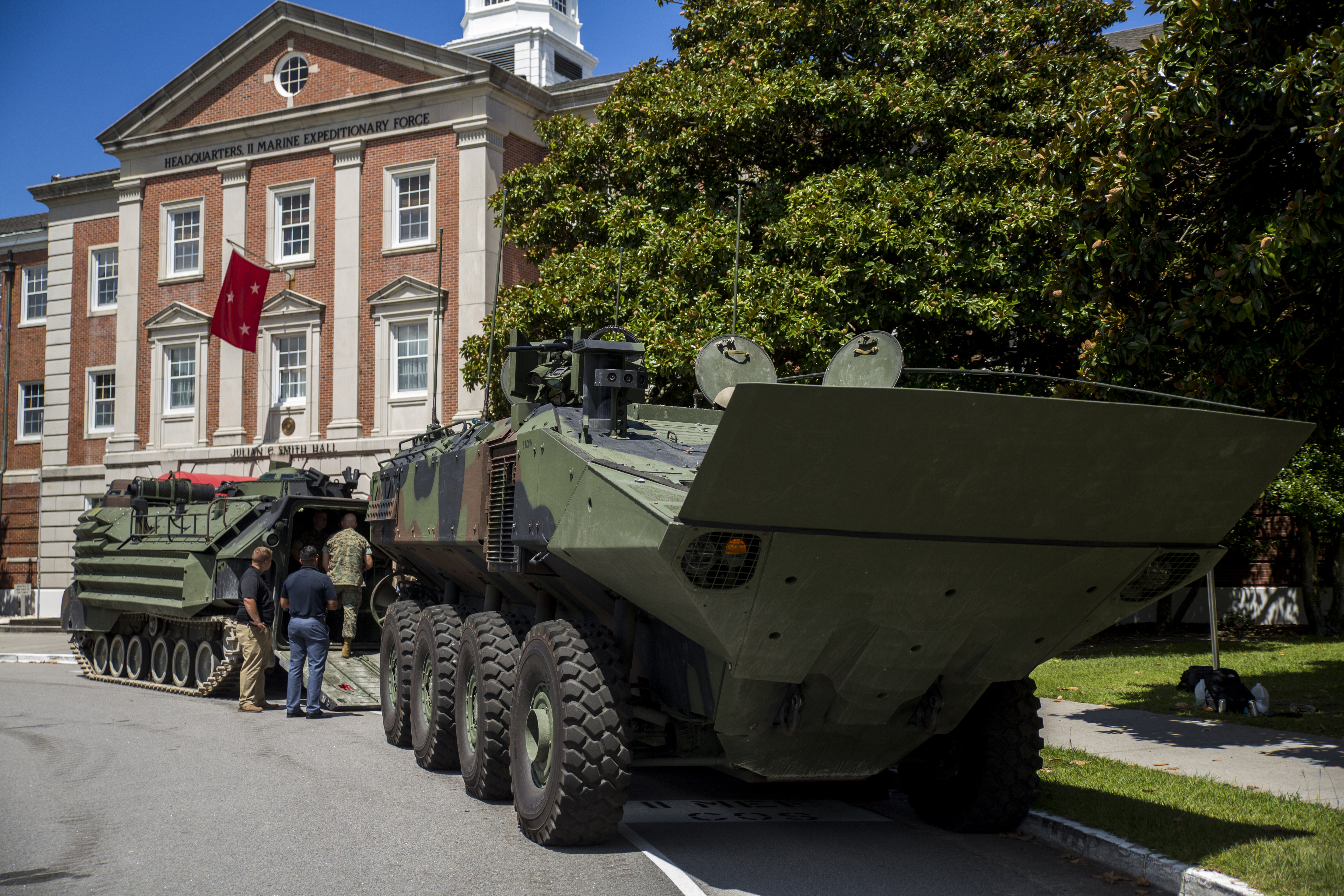
2018年8月，美國海軍陸戰隊兩棲戰車（右）和兩棲攻擊車（左）停放在北卡羅來納州勒瓊營的第二海軍陸戰隊遠征軍總部大樓外。

第一階段將包括數百輛現成的商用輪式裝甲車，每輛售價300至450萬美元。它將依靠連接器將其從船到岸，例如氣墊登陸艇（LCAC）和聯合高速船。依靠連接器將車輛帶到海灘，使海上基地能夠位於距離敵人威脅 100 英里的地方。不太雄心勃勃的第一階段 ACV 將在此期間投入使用，同時研究和開發將開始完善第二階段 ACV 的功能。 
1.1 階段是第一階段採購的第一個增量，將購買輪式運兵車。階段 1.2 是階段 1 的第二個增量，將包括任務角色變體，如指揮和控制、後勤和武器變體；這些迭代可能會重新引入軌道或保持輪式。  ACV 1.1 車輛將是一種可操作且可商用的設計，“足夠好”可以操作。其水上性能將與AAV 相當，並具有防地雷伏擊防護(MRAP) 車輛的生存能力，包括高離地間隙和V型車體，能夠在車輪被炸掉的情況下行駛。對於第二批購買（1.2），將進行工程和設計更改，以滿足大約一半的所需兩棲車輛車隊規模要求。
ACV 1.1 可搭载 10-13 名海军陆战队员，具有与 AAV 类似的游泳能力，并且具有与 M1 艾布拉姆斯坦克相同或更高的机动性。尽管履带传统上被认为更适合全地形机动性，但海军陆战队认为轮式车辆技术已经足够先进，可以提高 35 吨级平台的生存性和机动性；海军陆战队人员运输车技术演示器使用“直列”驱动技术，使两侧的所有四个轮子能够像履带一样拉在一起。当与更高的离地间隙和中央轮胎充气系统相结合时，这种能力显着缩小了轮式车辆的机动性差距，并导致与 M1A1 相同或更好的机动性以及比 AAV 更好的性能，两者都是履带式的。
用于告知制造 ACV 1.2 车辆要求的改进技术稍后将应用于已交付的 1.1 版本，以将其升级到 1.2 标准。  每辆 ACV 1.1 车辆将配备 3 名乘员，两辆车将搭载一个加强步枪班。武器装备将包括远程武器站中的一挺M2 .50 口径机枪，并有可能安装稳定的双联装 M2/ Mark 19 榴弹发射器炮塔。潜在水速为12 nmi（14 mi；22 km） 8节时的船对岸能力。 

#### 阶段2
第二階段是最初的水上高速移動，開發一種能夠從船上自行部署並在水上以13-15節的速度行駛的車輛，每輛車耗資1200至1400萬美元。ACV採購的最後階段將採購一種高水速車輛，但前提是技術能夠在不犧牲裝甲和武器的情況下實現這一目標。 

## 相關車輛

### 同類車輛
- 史崔克裝甲車
- BTR-90
- 迴旋鏢裝甲運兵車
- 拳師裝甲車
- 雲豹裝甲車
- ZBL-08
- 96式裝甲運兵車
- 16式機動戰鬥車
- AMV裝甲車
- BTR-4
- VBCI裝步戰車
- 食人魚裝甲車
- 泰瑞克斯裝甲車
- ZBD-05兩棲裝步戰車

## 參閱
- Feickert, Andrew.  (PDF). Congressional Research Service. 2 January 2013  [7 January 2013]. R42723. （原始内容存档 (PDF)于2021-05-20）.
- 海軍陸戰隊三星級捍衛下一代兩棲車輛 國防新聞